# Epic Soundtracks
Epic Soundtracks était le pseudonyme de Kevin Paul Godfrey (né le 23 mars 1959, mort le 6 novembre 1997), musicien anglais, élevé à Solihull dans les Midlands, à côté de Birmingham,  avec son frère Adrian Nicholas, plus connu sous le pseudonyme de Nikki Sudden (1956-2006).

## Le membre des Swell Maps
En 1972, Kevin et Nicholas formèrent le noyau de ce qui allait devenir le groupe post-punk Swell Maps, Epic jouant de la batterie et du piano et Nikki de la guitare et chantant. Accompagnés de Richard Earl, David Barrington, John Cockrill and Jowe Head, leur premier 45 tours Read About Seymour est sorti en 1977 et ils se séparèrent au début des années 80. 
Leur influence est considérable dans le mouvement post-punk et pour l'émergence du mouvement DIY et elle perdure aujourd'hui, où leurs enregistrements sont recherchés par les collectionneurs et ont été abondamment réédités et exhumés.

## La carrière solo
Epic a joué aussi avec le Red Krayola, Crime and the City Solution, These Immortal Souls. En 1981, il sort un 45 tours et un maxi 45 tours solo :  Popular Classical chez Rough Trade Records. En 1991, il décide de se consacrer à sa carrière solo et enregistre trois albums neurasthéniques, dont deux sont sortis de manière posthume. 
On lui a reproché de gâcher quelque peu ses talents de compositeur
Epic Soundtracks est mort dans son sommeil le 5 novembre 1997 dans son appartement de West Hampstead à Londres. La cérémonie d'enterrement a eu lieu à l'église baptiste Leamington Spa, le 1er décembre. La cause de sa mort n'a pas été déterminée (suicide? overdose? Etc.) et a été beaucoup discutée.